# Bhutanacridella elegans
Bhutanacridella elegans är en insektsart som beskrevs av Willemse, C. 1962. Bhutanacridella elegans ingår i släktet Bhutanacridella och familjen gräshoppor. Inga underarter finns listade i Catalogue of Life.